# 卢晓光
卢晓光（1957年9月—），辽宁凤城人，满族，中华人民共和国政治人物。

## 生平
加入中国国民党革命委员会，担任民革中央委员、河北省委副主委、河北省政协副秘书长。2008年，当选第十一届全国政协委员，代表中国国民党革命委员会，分入第四组。2018年1月，当选第十三届全国政协委员。
2023年1月14日，卸任河北省政协副主席职务。